# Signum Laudis
A Katonai Érdemérem vagy Signum Laudis (németül: Militär-Verdienstmedaille) I. Ferenc József magyar király által alapított kitüntetés.
Az alapítást megelőzően írásban adott dicséret volt, melyet ekkortól már „látható jel” érdemérem is kísért és a kitüntetés hátlapján olvasható "SIGNUM LAUDIS", vagyis "A DICSÉRET JELE" felirat is erre utal.
Az érdemrendet kezdetben tisztek kaphatták meg, és békében egyszínű vörös, háborús érdemekért pedig a Katonai Érdemkereszt szalagon adományozták.

## Az elismerés története
I. Ferenc József alapította 1890. március 12-én, egyetlen osztállyal. Ezt megelőzően írásos elismerést kaptak a kiemelkedően teljesítő tisztek, ami innentől kezdődően kiegészült medáliával is. A korábban dicséretben részesültek visszamenőlegesen megkapták az érdemérmet. Kezdetben tisztek kaphatták meg és békében egyszínű vörös, háborús érdemekért pedig a Katonai Érdemkereszt szalagján került adományozásra. A háborús és békebeli érdemekért kapott érdemérmek együtt is viselhetők voltak, de a nem csapatállományú tisztek egészen 1915-ig kizárólag csak vörös szalagon viselhették.

### Az elismerés története 1911-től 1918-ig

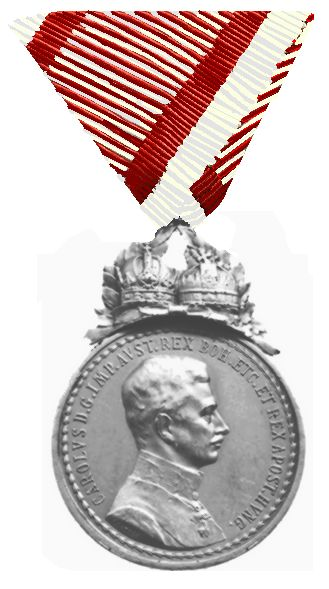
Ezüst Katonai Érdemérem IV. Károly arcképével hadiszalagon

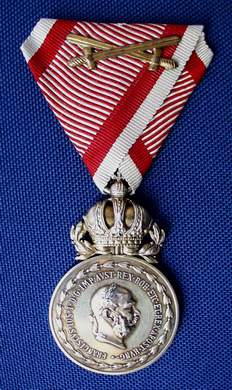
Nagy Katonai Érdemérem kardokkal

1911. március 26-tól többfokozatúvá vált a kitüntetés és bevezetésre került az Ezüst Katonai Érdemérem, a Bronz Katonai Érdemérem a Katonai Érdemérem (legmagasabb fokozat) változat megtartása mellett. A fokozatokat is kétféle szalagon adományozták és viselhető volt együtt a háborús és a béke változat, de a bronz változat utáni ezüst adományozása azt eredményezte, hogy viselőjének le kellett vennie az alacsonyabb fokozatot.
1914. április 7-től bevezetett szabályozás alapján a fokozatokat egyszerre is viselni lehetett és 1915-től a békeszalagos kitüntetésben részesülő nem csapatállományú tisztek is jogosulttá váltak a hadiszalagra.

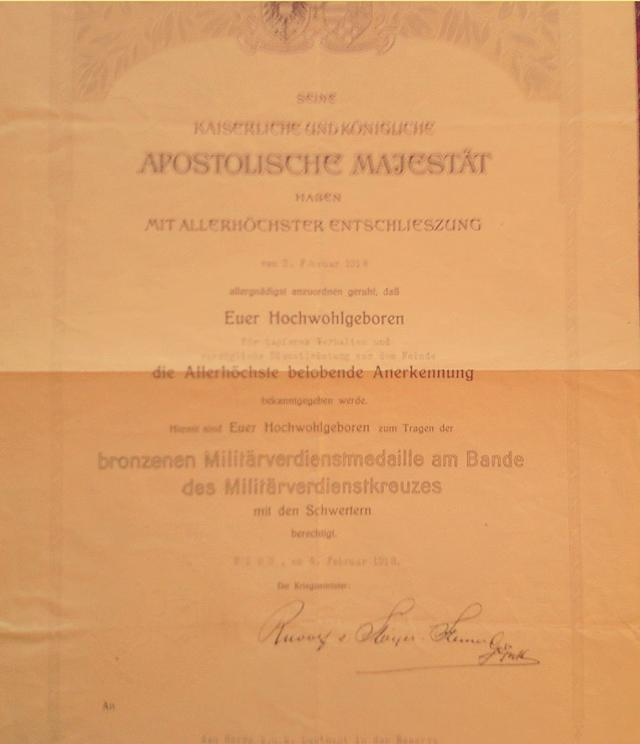
Adományozási okmánya német nyelven

1916. április 1-jétől a különös dicsérő elismerésben részesült katonák már az úgynevezett Nagy Katonai Érdemérem elismerésben részesülhettek. Az alacsonyabb fokozatokhoz hasonlóan ezt is békebeli és hadi szalagon adományozhatták, de az uralkodó, háború vége előtt bekövetkezett halála miatt, a békeszalagos adományozásokra nem került sor. A Nagy és az Ezüst Katonai Érdemérmet többször is odaítélték ezért másodszor és harmadszor is részesítettek elismerésben arra érdemeseket. Az újólagos adományozásokat a szalagra illesztett ezüst- a Nagy Katonai Érdemérem esetében aranyszínű pántok jelezték.
1916. december 13-án újra kiegészült az adományozás, mert kiegészítették az érdemérmet szalagra tűzhető kardokkal. Azok viselhették, akik az ellenség előtt tanúsítottak vitéz magatartást vagy kiváló csapatvezetéssel érdemelték ki ezt. A kardokat utólag is oda lehetett ítélni azoknak, akik korábbi kitüntetésük alkalmával ezen feltételeknek egyébként megfeleltek. Többszöri adományozás esetén a kardok csak a legfelső pánton voltak viselhetők.
1917 áprilisától a Katonai Érdemérmet az új uralkodó, IV. Károly képmása díszítette és a császári korona mellett helyet kapott a Szent Korona is. Ismételt adományozása esetén a már korábban elismerésben részesültek a korábbi Ferenc József arcmásával ellátott érmet kegyeletből megtartották és együtt viselték a régi és az új érdemérmet.
A kitüntetések hátoldalán nem minden esetben, de feltüntethették az adományozás évszámát és helyét is. Az adományozáshoz kapcsolódó okmányoknak és iratoknak számos formája ismert. A leggyakrabban előforduló okmányok díszes német vagy magyar nyelvű értesítések.

### Az elismerés utóélete 1918 után

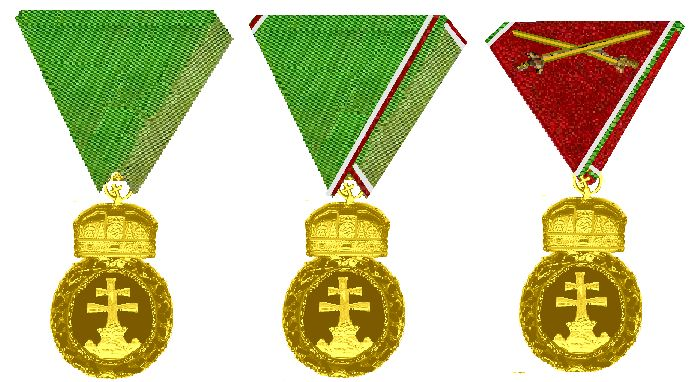
A Signum Laudis sorban a polgári, majd a katonai és a hadi szalagos kardokkal ékesített változat

A Habsburg-ház trónfosztásával Magyarországon a kitüntetés adományozása megszűnt. A kitüntetés viselését is betiltották egy időre, de Magyar Királyságban az osztrák-magyar örökséget továbbvivő rendszer később már engedélyezte.
Horthy Miklós által 1922-ben alapított Kormányzói Elismerés a Katonai Érdemérem számos vonását magán hordozza utóéletének érdekes fejezete az elmaradt háborús kitüntetések helyett 1930-ban adományozott Kormányzói Dicsérő Elismerés a Magyar Koronás Arany Érem, a Magyar Koronás Ezüst Érem és a Magyar Koronás Bronz Érem. Az elismerést polgári személyek is megkaphatták zöld szalagon a katona állományúak zöld szalagon keskeny piros fehér szegéllyel. A kitüntetések szalagján, így a Katonai Érdeméremnek is a kicsinyített mását kellett viselni, amelyre az illetőt az első világháborúban felterjesztették, ám a háború befejezése miatt akkor már nem kaphatott meg.

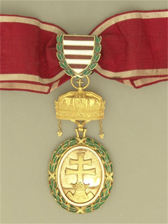
Magyar Koronás Nagy Aranyérem 1929-ből

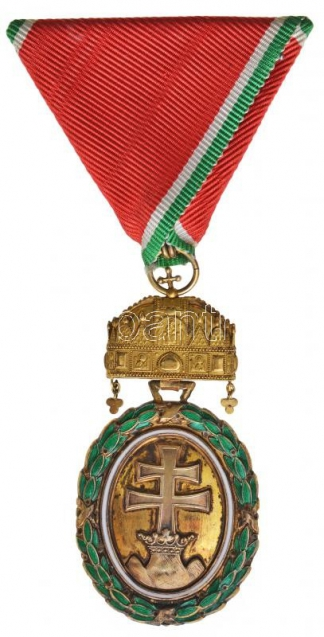
Magyar Koronás Nagy Aranyérem kisdíszítménye

A magyar katonai kitüntetések terén mutatkozó hiány 1939 májusában újraélesztette a Signum Laudist. A hadi kitüntetésként való adományozást, a hadiszalagon illetve a kardokkal történő adományozás lehetőségét teremtették meg újra.

## Jeles kitüntetettek
- Habsburg–Tescheni Jenő főherceg
- Habsburg–Tescheni Frigyes főherceg
- Eugen Beyer
- Eduard von Böhm-Ermolli
- Svetozar Borojević
- Ferdinánd II. Cavallar von Grabensprung
- Franz Conrad von Hötzendorf
- Engelbert Dollfuß
- báró kövesházi Kövess Hermann – császári és királyi titkos tanácsos.
- Alexander Löhr
- Artur Phleps
- nagybányai Horthy Miklós – Magyarország kormányzója.
- Stephan Sarkotić von Lovćen
- Mieczysław Smorawiński
- Józef Zając
- Georg von Trapp
- Petrik Lajos[3]
- Gottfried von Banfield
- Pokorny Hermann – vezérezredes
- Hermann Senkowsky
- Vitéz bádoki Soós Károly – gyalogsági tábornok, honvédelmi miniszter a Simonyi-Semadam-kormányban.
- Nádasi Tersztyánszky Károly – császári és királyi vezérezredes, első világháborús hadvezér.
- Boldogfai dr. Farkas Tibor – ügyvéd, politikus, országgyűlési képviselő, huszár kapitány
- vitéz boldogfai Farkas Sándor – ezredes, Zala vármegye vitézi rend székkapitány
- dr. miskei és monostori Thassy Kristóf – ügyvéd, országgyűlési képviselő
- nemesbocsári Svastits Elemér[4]
- vitéz Vincze Lajos – vezérkari ezredes, cserkészcsapattiszt
- Diendorfer (Dombay) Miksa Ágoston vezérőrnagy
- idősebb Gerevich Aladár főhadnagy, vívómester